# 1927 na arte

## Eventos
- Construção doMuseu Estatal de Arte e Escultura de Ancara

## Quadros
- Forest and Dove de Max Ernst

## Nascimentos
| Data          | Nome                         | Profissão                                 | Nacionalidade  | Observações | Ref |
| ------------- | ---------------------------- | ----------------------------------------- | -------------- | ----------- | --- |
| 16 de Março   | Manuel Cargaleiro            | pintor e ceramista                        | Portugal       |             |     |
| 11 de Junho   | Francisco Brennand           | escultor e artista plástico               | Brasil         |             |     |
| 15 de Junho   | Hugo Pratt                   | autor de banda desenhada                  | Itália         | m. 1995     |     |
| 7 de Julho    | José Vilhena                 | escritor, pintor, cartoonista e humorista | Portugal       |             |     |
| 24 de Julho   | Alex Katz                    | pintor                                    | Estados Unidos |             |     |
| 23 de Agosto  | Allan Kaprow                 | pintor                                    | Estados Unidos | m. 2006     |     |
| 8 de Outubro  | Ernesto Frederico Scheffel   | pintor                                    | Brasil         |             |     |
| 19 de Outubro | Pierre Alechinsky            | pintor e gravurista                       | Bélgica        |             |     |
| ??            | Lygia Pape                   | gravadora, escultora, pintora, professora | Brasil         | m. 2004     |     |
| ??            | Agostinho Batista de Freitas | pintor                                    | Brasil         | m. 1997     |     |
| ??            | Lima de Freitas              | pintor, desenhador e escritor             | Portugal       | m. 1998     |     |
| ??            | Joan Ponç                    | pintor                                    | Espanha        | m. 1984     |     |

## Mortes
| Data           | Nome                     | Profissão                                                     | Nacionalidade  | Observações | Ref |
| -------------- | ------------------------ | ------------------------------------------------------------- | -------------- | ----------- | --- |
| 31 de Maio     | Benedito Calixto         | pintor, desenhista, professor, historiador e astrônomo amador | Brasil         | n. 1853     |     |
| 14 de Setembro | Isadora Duncan           | bailarina                                                     | Estados Unidos | n. 1878     |     |
| 9 de Outubro   | João Marques de Oliveira | pintor                                                        | Portugal       | n. 1853     |     |
| ??             | Paul Sérusier            | pintor                                                        | França         | n. 1864     |     |
| ??             | Victorine Meurent        | pintora                                                       | França         | n. 1844     |     |
| ??             | Juan Gris                | pintor e escultor                                             | Espanha        | n. 1887     |     |

## Prémios
- Prémio Valmor e Municipal de Arquitectura 1927 - Manuel Norte Júnior[1].